# Christoffer Ivarsson
Christoffer Ivarsson, född 25 april 1987 i Kristianstad kommun, är en svensk studentpolitiker, ordförande för Lunds universitets studentkårer, verksamhetsåret 2010/2011.
Ivarsson är organisationens första ordförande efter kårobligatoriets avskaffande. Ivarsson leder LUS genom en omfattande omorganisation, i en tid då LUS återigen representerade samtliga Lunds studentkårer. Ivarsson började sin studentpolitiska karriär i Lunds Humanistkår, där han var ordförande 2009/2010. Under sitt år som ordförande startade han Projekt Athena, ett nationellt studentinitiativ för humanioras upprättelse.